# Massacre d'Avinhonet
La massacre d'Avinhonet va ser un assassinat en massa ocorregut la nit del 28 al 29 de maig de 1242 a Avinhonet, a l'actual departament francès de l'Alta Garona. La massacre va ser perpetrada per agents del comte de Tolosa i executada per cavallers faïdits, molts dels quals provinents de Montsegur. L'objectiu van ser els inquisidors del tribunal de Tolosa, Guilhem Arnau i Esteve de Sant Tiberi, que s'allotjaven al castell de la localitat. El resultat va ser la mort brutal dels inquisidors i de tot el seu seguici.

## Context històric
La massacre d'Avinhonet s'emmarca en un període de represa d'hostilitats a conseqüència de la pau tensa nascuda de la fi de la Croada albigesa. Si bé amb la signatura del tractat de Meaux-París es va donar per acabada la guerra, va continuar la inestabilitat dins dels comtats de Tolosa, Carcassona i Foix.
Finalment el conflicte va tornar a esclatar quan l'estiu del 1240 l'hereu desposseït del vescomtat de Carcassona, Ramon Trencavell II, va intentar recuperar els feus que havien pertanyut a la seva família. Malgrat el fracàs d'aquesta campanya, Ramon VII de Tolosa no va decaure en la creació d'una gran coalició amb els principals senyors llenguadocians i els regnes d'Aragó, Anglaterra i Navarra. Amb aquesta aliança Ramon VII pretenia començar de nou la guerra per expulsar el domini capet del Llenguadoc. La massacre d'Avinhonet marcarà el tret de sortida simbòlic a la revolta del comte de Tolosa.

## L'objectiu de la massacre
L'objectiu de la massacre van ser els inquisidors del tribunal de Tolosa Guilhem Arnau i Estève de Sant Tibèri. Els dos religiosos representaven la repressió inquisitorial i la pervivència de l'satu quo nascut de la croada albigesa, on molts havien estat expropiats i la noblesa local havia estat desposseïda de títols i terres en la seva gran majoria. Amb aquest atac es pretenia generalitzar la revolta que estava començant el comte de Tolosa i eliminar els registres de condemna que acompanyaven als inquisidors.
El desembre de 1241 els dos inquisidors i tot el seu seguici iniciaran una gran gira pel territori que els durà a signar diferents sentències al sud de l'Albigès i el Lauraguès. La segona quinzena del mes de maig del 1242 arribaran a Avinhonet.

## La massacre

### Preparació de l'escamot
L'operació va ser dirigida per Pere Roger de Mirapeis, cap militar de Montsegur, després de rebre una carta de Ramon d'Alfaro, batlle del comte de Tolosa, de les mans d'un agent comtal, Guilhem de Planha. Els testimonis no saben quin era el contingut d'aquella missiva, però es troba en l'origen de l'articulació de l'escamot que assassinarà els inquisidors i el seu seguici uns dies després.
De Montsegur van sortir-ne una trentena d'homes armats que es van dirigir a un bosc prop de Gajan. Allí se'ls van unir una trentena d'homes més que acompanyaven al cavaller Pere de Maseroles. Aquest seguici va arribar a les portes d'Avinhonet el vespre del dia 28 de maig de 1242. Un cop preparats fora de la vila, agents de contacte d'Avinhonet van sortir de les muralles per informar de la situació. Finalment quan els inquisidors es disposaven a anar-se'n a dormir, els contactes de l'interior van obrir les portes de les muralles a l'escamot.

### Els assassinats
Un cop dins, se'ls van unir una vintena d'homes d'Avinhonet encapçalats per Guilhem d'Alfaro. Amb l'ajuda de torxes es van desplegar per la vila i uns quants van anar fins al castell comtal, que era on s'allotjava el seguici inquisitorial. Un cop dins van anar fins a la sala on dormien i van rebentar-ne la porta a cops de destral. Ja no hi va haver escapatòria pels inquisidors i van morir massacrats.

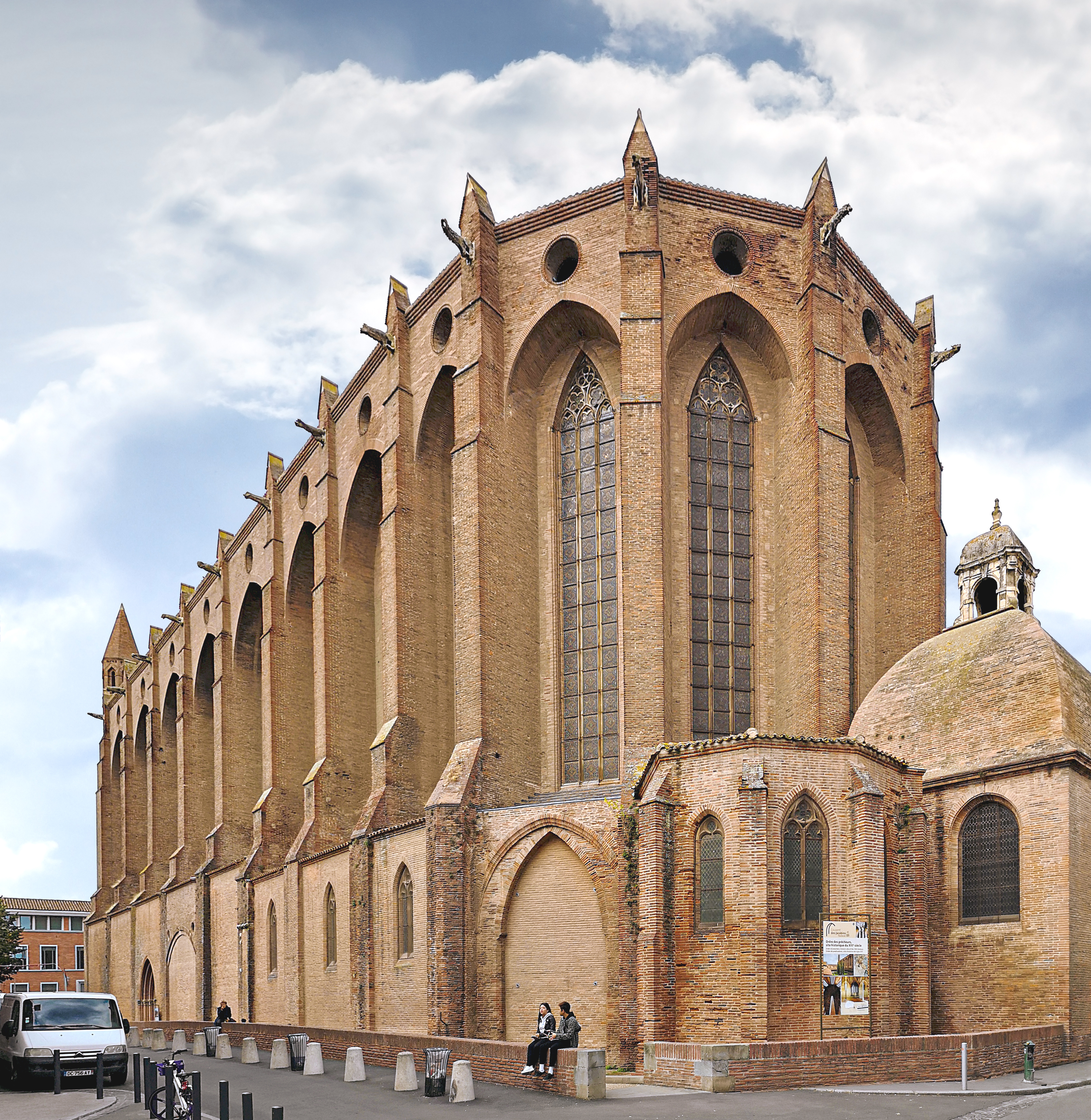
Església dels Jacobins de Tolosa de Llenguadoc, lloc on van ser enterrats els inquisidors assassinats a Avinhonet.

Un cop realitzada la massacre, els instigadors van repartir-se el botí, basat sobretot en peces de roba i llibres, i van destruir tota la documentació que acompanyava als inquisidors.

### Les víctimes
En la massacre d'Avinhonet hi van morir 11 religiosos, els dos inquisidors de Tolosa i tot el seu seguici:
2 dominics: Bernat de Rocafort i Garsias d'Aure.
1 franciscà: Raimon Carbonièr.
L'ardiaca de Lesat i el seu auxiliar: Raimon Escriba i Bernat.
1 notari: Pere Arnau
2 bidells: Fontaniè i Asema
El prior d'Avinhonet
Els dos inquisidors: Guillem Arnau i Estève de Sant Tibèri.

## Conseqüències
Quinze dies després de la massacre Ramon VII va entrar en campanya contra el Senescal de Carcassona, donant el tret de sortida a la revolta que pretenia retornar a l'estat de coses que hi havia abans de la croada contra els albigesos. El país es va alçar contra els oficials del rei de França i els primers mesos de guerra van ser un passeig triomfal. Malgrat tot, l'aliança del comte de Tolosa es va esfondrar com un castell de cartes després de la derrota d'Anglaterra a Taillebourg i que el comte de Foix abandonés la coalició. Derrotat novament, Ramon VII de Tolosa es veurà obligat a signar una nova pau amb el rei de França a Lorris.
La massacre, però, havia causat un gran dolor entre els agents de l'església i del rei i es va iniciar la persecució dels responsables, un cop acabada la guerra del comte de Tolosa. Els cossos dels dos inquisidors van ser traslladats a Tolosa on van ser inhumats a l'església dels Jacobins. Aviat seran considerats màrtirs i sorgiran al seu voltant histories miraculoses que refermaran el caràcter sacríleg de la massacre.

### Llibres
- Duvernoy, Jean. Le dossier de Montségur, Interrogatoires d'Inquisition, 1242 - 1247 (llibre).  Tolosa de Llenguadoc: Le Pérégrinateur éditeur, 1998. ISBN 2-910352-08-0.
- Roquebert, Michel. L'épopée cathare: Mourir à Montségur (llibre). 4.  Tolosa de Llenguadoc: Perrin, 2001. ISBN 9978-2-262-02653-0.
- Pueglaurenç, Guilhem de. Crònica (llibre).  Besiers: Librairie de Bénézech-Roque, 1864.
- Vaisètte, Joseph; Devic, Claude; du Mège, Alexandre. Histoire Générale de Languedoc (en francès, llatí). VII i VIII.  Tolosa de Llenguadoc: Privat, 1872.

### Articles
- Dossat, Yves «Le massacre d'Avignonet». Cahiers de Fanjeaux, 6, 1970, p. 347-348.
- Montagnes, Bertrand; Prin, Maurice «Le Tombeau des martyrs d'Avignonet aux Jacobins de Toulouse». Memoires de la société archéologique du Midi de la France. Société archéologique du Midi de la France, 64, 2004, p. 155-164.
- Odol, Jean «Le massacre des Inquisiteurs à Avignonet (mai 1242)» (en francès). Petite Bibliothèque, núm. 44. «Editat per Les Amis des Archives de la Haute-Garonne»
- Peyrat, Napoléon «Le massacre des inquisiteurs à Avignonet». Bulletin historique et littéraire (Société de l'Histoire du Protestantisme Français), 19-20, 1870, p. 97-115.